# Imperial Policing
El concepto del Imperial Policing trata de un método para combatir una rebelión utilizando la fuerza aérea. El Mayor General Sir Charles William Gwynn desarrolló este método, en Gran Bretaña, en los años 20 del siglo pasado. En 1934, a través de su obra Imperial Policing, se reconoció este método, oficialmente, como doctrina militar.

## Antecedentes históricos
La idea de utilizar la fuerza aérea en la guerra es casi tan antiguo como la aviación misma. Por lo tanto causó, en su época, tanto revuelo la obra de H. G. Wells, The War in the Air (La Guerra Aérea, una obra de ficción del año 1909, la que también fue examinada por la revista de literatura militar alemana (Militär-Literatur-Zeitung); aunque esta revista trataba casi exclusivamente de asuntos específicamente militares. La primera utilización documentada de aviones en una contienda armada tuvo lugar en la guerra italo-turca], cuando los aviadores italianos intervinieron en la lucha que se desarrollaba sobre el terreno en Libia; región que entonces pertenecía al Imperio otomano. También en la guerra civil mexicana se hizo uso, en 1913, de la fuerza aérea por ambos lados de las partes en conflicto; afectando también a civiles, como observó el capitán del navío alemán Karl von Schönberg, comandante del crucero ligero SMS Nürnberg, el 6 de mayo de 1914, en la ciudad de Mazatlán ubicada en el noroeste de México:
Esta mañana a las 9 sobrevoló una avioneta la ciudad y arrojó tres bombas, una de los cuales alcanzó una escuela: una gran cantidad de personas inocentes, especialmente niños, están muertos o están horriblemente heridos; todas las puertas y ventanas de los alrededores están destruidas.

## Imperial Policing en el período entre las dos guerras mundiales. Somalia e Irak
En la Primera Guerra Mundial fueron desarrollados, por todas partes beligerantes, los llamados aviones del combate, los que provistos de ametralladoras y bombas ligeras, podían intervenir, directamente, en los combates que se desarrollaban en tierra. Esta nueva técnica también se utilizó, inmediatamente, después de la final de la Primera Guerra Mundial, por la Fuerza Aérea Real Británica (Royal Air Force – RAF) en Somalia. Allí, desde comienzos del siglo XX Muhammad ibn Abd Allah Hassan (alrededor de 1867 – 23 de noviembre de 1920), llamado The Mad Mullah por los británicos y por la prensa alemana , “Der Tolle Mullah” (el mullah loco), había rechazado utilizando una táctica de guerrilla a las numerosas expediciones británicas de que querían conquistar la zona. Dado que para la Oficina Colonial el costo de una gran fuerza expedicionaria eran demasiado alto fue aprobado el despliegue de ocho aviones, los que fueron transportados, en 1914, en el portaaviones HMS Ark Royal. El llamada escudrón Z llegó en diciembre de 1919 en Somalia. Necesitaron cinco días para desmoralizar a las fuerzas armadas de Abdullah, las que se habían atrincherado en sólidas fortalezas; y para provocar su huida. Abdaullah también huyó a Abisinia, donde murió el 23 de noviembre de 1920 de muerte natural. El abandono de la táctica de guerrilla y el paso a una fortificación de tipo conventional, le había hecho, paradójicamente, vulnerable a la nueva arma.
Especialmente en Irak, que después de la Primera Guerra Mundial fue una provincia otomana y ahora era un protectorado británico, el imperio británico inició, aquí, la utilización masiva de la fuerza aérea para derrotar a las rebeliones. En el n.º 12 del año 1931-1932 de la principal revista militar alemana de entreguerras, el Militär-Wpchenblatt (el semenario militar), se publicó el artículo titulado “Las fuerzas aéreas en los territorios coloniales”, en el que se trata extensamente el uso de la fuerza aérea. Así, en algunas zonas bajo mandato británico o territorios coloniales británicos, incluso el ejército, la marina y la policía estaban supeditados a la RAF. Sin embargo, tanto en Irak, Palestina y Afganistán, se había comprobado que el uso de la fuerza aérea, por sí sola, no era suficiente para sofocar las rebeliones de manera permanente; para ello era necesario, solamente, el uso masivo de tropas terrestres. 
También los Estados Unidos utilizaron, en las llamadas Banana Wars (guerras bananeras) en Haití, la República Dominicana y Nicaragua (aquí contra el General Augusto César Sandino), la fuerza aérea para sofocar a los insurgentes, pero esto sólo servía para apoyar a las fuerzas terrestres del Cuerpo de Marina estadounidense. Tanto Francia como España ocuparon en Marruecos, entre 1921 y 1926, la fuerza aérea en la guerra del Rif, donde los pilotos españoles también utilizaron el gas venenoso y bombardearon los pueblos, los hatos ganaderos y las aéreas destinadas a los cultivos. 
México también utilizó su fuerza aérea para enfrentarse a los guerrilleros del EZLN en el año 1994.
La Imperial Policing muestra una gran similitud con la teoría de la guerra aérea del general italiano Giulio Douhet. Pero la doctrina británica se refiere, exclusivamente, a los adversarios asimétricos; es decir, a los insurgentes en los territorios coloniales, los que no poseían de ninguna capacidad defensiva frente a las aeronaves.

## Imperial Policing hoy
Desde el final de la Guerra Fría, en 1990, se emplea, cada vez más, el método de la Imperial Policing en las llamadas Nuevas Guerras, a través del uso de los llamados aviones no tripulados; los que son, prácticamente, robots de combate volantes. Las razones para su uso son las mismas que en la segunda década del siglo XX. Por su lado, disminuyendo las propias pérdidas para no inquietar a una población cansada de la guerra después de la Primera Guerra Mundial, temen los gobiernos de los estados interventores, por ejemplo, en Afganistán o Irak, una retroalimentación con la opinión pública en los países intervenidos, la que podrían conducir a una demanda de la retirada de la zona de intervención.

## Literatura
- Bernd Lemke: Mandat – „Unabhängigkeit“ – Besetzung. Konflikte, Aufstände und Krieg im Irak 1920-1945, en: Sebastian Buciak (Hg.): Asymmetrische Konflikte im Spiegel der Zeit, Berlín 2008, p. 299-331.
- Tim Moreman: “Watch and ward”: the Army in India and the North-West Frontier, 1920-1939, en: David Killingray/David Omissi (Hg.): Guardians of empire: the armed forces of the colonial powers, c. 1700-1964, Manchester 2000, p. 137-56.
- David Killingray/David Anderson (Hg.): Policing and Decolonisation: Nationalism, Politics, and the Police, 1917-1965, Manchester 1992.
- David E. Omissi: Air power and colonial control. The Royal Air Force 1919-1939, Manchester 1990.
- Olaf Groehler: Geschichte des Luftkriegs 1910 bis 1980, Berlín este 1981.
- Entrada: Italo-Turkish war, en: Richard Holmes: The Oxford Companion of Military History, New York 2001, p. 457.
- Entrada: Imperial Policing, en: Holmes, Companion, p. 433f.
- Militär-Literatur-Zeitung. Literarisches Beiblatt zum Militär-Wochenblatt, Jg. 1909.
- Gerhard Wiechmann (ed.): Vom Auslandsdienst in Mexiko zur Seeschlacht von Coronel. Kapitän zur See Karl von Schönberg. Reisetagebuch 1913-1914, Bochum 2004.
- Luftstreitkräfte in Kolonialgebieten, en: Militär-Wochenblatt, Jg. 1931/32, Nr. 12, Sp. 458.
- Charles W. Gwynn: Imperial Policing, London 1934.

- Datos: Q1660295